# Kap Alexander (Grönland)
Das Kap Alexander (grönländisch Ullersuaq, Inuktun Itterriaq) ist ein Kap in Grönland. Es ist der westlichste Punkt des grönländischen Festlands.

## Lage

Kap Alexander als einer der vier Extrempunkte Grönlands

Das Kap Alexander liegt auf einer Landspitze zwischen dem Storm Gletsjer im Süden und dem Dodge Gletsjer im Osten. Mit 73° 02′ W ist es der westlichste Punkt der Hauptinsel Grönlands. Nur die ebenfalls zu Grönland gehörenden und 160 Kilometer weiter südlich gelegenen Carey Øer reichen mit 73° 15′ W noch weiter gen Westen. Das Kap Alexander ist somit gemeinsam mit Kap Morris Jesup im Norden, Nordostrundingen im Osten und Kap Farvel einer der vier Extrempunkte Grönlands. Etwa 70 km südöstlich liegt mit Siorapaluk der nächstgelegene bewohnte Ort. Etwa 18 km nordöstlich liegt das verlassene Etah.

## Geschichte
Das Kap Alexander bildet mit dem gegenüber liegenden Kap Isabella auf der kanadischen Ellesmere Island den Eingang von der Baffin Bay in den Smithsund, der hier an der engsten Stelle 48 km breit ist. Die Kaps wurden am 19. August 1818 von John Ross gesichtet und nach seinen beiden Schiffen benannt.